# Deep Unknown
Deep Unknown è il sedicesimo singolo del gruppo musicale finlandese Stratovarius, pubblicato dopo la separazione di Timo Tolkki nel 2009.

## Tracce
1. Deep Unknown – 4:12
2. Higher We Go – 3:43

- Deep Unknown video (4:12)

## Membri
- Timo Kotipelto - voci
- Matias Kupiainen - chitarre
- Lauri Porra - basso
- Jens Johansson - tastiere
- Jörg Michael - batteria